# Астрагал шилуватий
Астрага́л шилува́тий (Astragalus subuliformis) — вид рослин з родини бобових, поширений у Румунії, Молдові, Україні, пд.-зх. Росії, Туреччині.

## Опис
Багаторічна рослина, яка запушена 2-кінцевими волосками. Висота рослини 10–25 см. Напівкущик з невисоко здерев'янілими стеблами. Квітконоси майже рівні листю або злегка їх перевищують. Листя 3–6 см довжини. Китиці 2-5 см довжини, рідкоквіті (5–6 квіток). Віночок пурпуровий, фіолетовий, блідо-жовтий або білий. Боби в 3–5 разів довше за чашку, шилоподібно-лінійні, циліндричні.

## Поширення
Поширений у Румунії, Молдові, Україні, пд.-зх. Росії, Туреччині.